# Roe, Arkansas
Roe är en ort i Monroe County i delstaten Arkansas, USA.